# Clan dei Casamonica
Il clan dei Casamonica e degli Spada sono un'organizzazione criminale mafiosa di origine rom e operante nell'area di Roma e presenti, con le loro ramificazioni, in diverse altre zone del Lazio.

## Storia

### Origine del clan
Il clan dei Casamonica e degli Spada prende origine dalle famiglie di rom abruzzesi stanziali Casamonica e Di Silvio, originarie dell'Abruzzo e del Molise che si stanziarono nel Lazio. I primi esponenti del clan, Luciano Casamonica, Adelaide Spada, arrivarono nella periferia di Roma da Tortoreto (in provincia di Teramo), verso la fine degli anni Trenta. A loro si aggiunsero, negli anni cinquanta, altri componenti provenienti da Pescara e da Venafro, località del Molise. Nella prima fase le famiglie erano semi-sedentarie e passavano l'inverno a Roma per poi migrare in primavera verso Milano e Torino. All’inizio commerciano cavalli e si stanziano su alcuni terreni, in gran parte comunali, con roulotte e caravan, per poi iniziare ad edificare. Il nucleo principale si formò nella zona sud e sudest di Roma: Romanina, Anagnina, Porta Furba, Tuscolano, Spinaceto fino a spostarsi poi dalla capitale, verso la zona di Frascati.
Con il passare degli anni, il clan, si è via via ramificato fino a formare un'organizzazione criminale strutturata, formata da famiglie strettamente connesse sulla base di rapporti fra capostipiti che si sono poi sposati con appartenenti ad altre famiglie rom come De Rosa, Di Guglielmo, Morelli, Di Silvio, Di Colombi, Di Rocco, Ciarelli, Bevilacqua, Sauchella, Spada e Spinelli.
I consolidati legami con altri ambienti criminali hanno consentito, con il passare del tempo, la nascita di una vera e propria associazione a delinquere. Negli anni Ottanta, per esempio, la banda della Magliana, ha spesso utilizzato componenti del clan come manovalanza criminale; in particolare Enrico Nicoletti, ex cassiere della banda, si affidava ai Casamonica per riscuotere i debiti insoluti. Col passare del tempo e numerose alleanze hanno acquistato sempre più spessore criminale fino a diventare un'organizzazione tale da assumere il controllo di varie attività in diversi quartieri. Gli Spada arrivano ad Ostia quartiere di Roma nel 70 

### Cronologia degli eventi
- Nel settembre del 1949 a Orte, Rosaria Casamonica fu incarcerata per l'assassinio di due bambini, ma date le scarse prove a suo carico fu scarcerata dopo poco. Probabilmente il suo arresto era stato viziato da pregiudizi razziali.[11]
- Il 19 settembre 1950 a Viterbo, Margherita De Rosa detta "Gilda", 20 anni, sposata, originaria di Sparanise, viene uccisa a coltellate per questioni di gelosia da sua cugina Bambina De Rosa.[12][13]
- Il 15 novembre 1952, a Roma in piazza Vittorio Emanuele II, Adele Casamonica, 16 anni, viene rapita, portata a Labico e lì abusata. Il rapitore Antonio Spada, coniugato e padre di un figlio, avrebbe agito per vendicare un'analoga offesa fatta a una sua sorella da un fratello della Casamonica. La Casamonica fu liberata dalla squadra mobile, intervenuta su denuncia del padre e dell'amica tredicenne della ragazza, Lina Bevilacqua, testimone del rapimento. Frattanto lo Spada venne arrestato.[14]
- Il 18 ottobre 1954, nel centro di Isernia, un gruppo composto dalle famiglie Morelli e Spada si scontra con un gruppo di un'altra famiglia nomade del posto, i Sarachella. Quest'ultimi hanno la peggio con diversi feriti di cui due ricoverati in gravi condizioni. La lite sarebbe scoppiata per motivi inerenti al commercio di bestiame nella zona.[15]
- Nel dicembre del 1955 a Civitacampomarano, in provincia di Campobasso, Carmine Ciarelli uccide a colpi di pistola il fratello Ferdinando Ciarelli. Verrà arrestato ad Aprilia nel 1966, dopo dieci anni di latitanza, a seguito di un'operazione coordinata delle questure di Roma e Latina e il commissariato di Prati. Il movente è legato alla fuga della moglie di Carmine al suo paese d'origine a Pietramontecorvino, e a seguito di questo fatto scoppiò un violento litigio tra Carmine e Ferdinando che sfociò nell'atto delittuoso.[16]
- Il 5 dicembre 1955 a Roma nel quartiere Trionfale, a seguito di un tentativo di furto andato male viene arrestato Levino Casamonica, che era già ricercato dalla polizia dovendo scontare un mese di carcere in quanto responsabile di contravvenzione al foglio di via obbligatorio.[11]
- Il 31 dicembre 1956 nel centro di Avezzano scoppiano violenti incidenti tra un'ottantina di persone. Da una parte la famiglia Casamonica contrapposta alla famiglia Morelli, che si scontrano con coltelli, roncole, bastoni e fruste. Il bilancio è di dieci feriti e venti arresti. Le forze dell'ordine, inoltre, ritrovarono e sequestrarono in una chiesa lì vicino trenta bastoni, venti fucili, dieci coltelli e otto falcetti. Il motivo degli incidenti è da ricondurre al rapimento di due ragazze appartenenti alle due famiglie.[17]
- Il 19 agosto 1957 al Mandrione scoppia una rissa tra quattro persone due uomini e due donne, dove verrà accoltellata una delle partecipanti. I quattro verranno in seguito arrestati, si tratta di: Giovanni Bompagini, Filomena Mastropasqua (la donna ferita col coltello), Enrico Spada e Gelsomina Saracelli.[18]
- Il 28 agosto 1957, ad Avezzano, Rosaria Di Guglielmo viene uccisa nel sonno da un colpo di fucile da caccia; accusati dell'omicidio i fratelli Federico e Sabatino De Rosa, che si litigavano la ragazza e per cessare il litigio in famiglia avrebbero deciso di eliminare "il pomo della discordia".[19]
- Il 9 settembre 1959 a Grottaferrata scoppia una rissa dove un uomo viene lasciato in fin di vita a colpi di bastone e scudiscio. Verranno successivamente fermati Antonio Di Silvio, Guerino e Consiglio Casamonica.[20]
- Il 1º aprile 1963 in un campo sulla via Flaminia, quattro uomini aggrediscono un pastore, nonché proprietario del campo, Guido De Santis. Il pastore riesce a difendersi e a mettere in fuga i quattro aggressori. In seguito sporgerà denuncia alla polizia. Verranno arrestati Luigi e Pasquale Ciarelli, residenti a Morlupo, mentre il nonno di Pasquale Ciarelli e un certo Peppino sono ricercati. L'origine dell'aggressione è da ricercare nel fatto che i quattro stavano facendo pascolare, senza permesso, due cavalli di loro proprietà nel campo del pastore. Peraltro, durante la colluttazione, i quattro aggressori hanno cercato di rubare il portafoglio, pieno di banconote, di De Santis senza riuscirci.[21]
- Il 10 giugno 1963 al Tuscolano, per motivi sconosciuti, viene ucciso, da un guardiano di un cantiere, Carmine Di Silvio originario di Casalvecchio di Puglia.[22]
- Il 16 ottobre 1966 a Barberino del Mugello, Raffaele Casamonica, abitante a Piansano di Viterbo, Anacleto Casamonica, abitante a Roma, Guido Casamonica, abitante a Piansano, rapinano pistole in pugno un pastore del luogo, Gabriele Palmieri, che viene malmenato insieme a un suo amico corso a difenderlo. I due sono stati denunciati.[23]
- Il 23 settembre 1967 a Fiumicino, Antonio Casamonica (nato a Narni) e pugile dilettante, insieme ad Anacleto Di Silvio e Giuseppe Casamonica sequestrano due giovani: Luciano Saguto e Demetrio Tolli. Da Fiumicino vengono portati a via del Mandrione, dove i due sequestrati vengono picchiati ferocemente da Antonio e dai due complici. Solo l'intervento della squadra mobile riuscirà a mettere fine alla rissa, arrestando Di Silvio, Giuseppe Casamonica, Sarguto e Tolli, mentre Antonio Casamonica riesce a fuggire e verrà arrestato il 7 ottobre. Il motivo del pestaggio sta nel fatto che Saguto e Tolli avevano precedentemente abusato, secondo quanto afferma Antonio, delle sue nipoti minorenni e da lì partì la decisione della rappresaglia.[24]
- Il 23 gennaio 1969 al Mandrione scoppiano incidenti fra un centinaio di persone, che vedono fronteggiarsi membri del clan Casamonica e membri del clan Di Silvio. Il bilancio è di una decina di feriti, il fermo di 45 persone e l'arresto di 15 per rissa aggravata.[25]
- Il 21 febbraio 1972 a Silvi Marina quattro fratelli di una tribù nomade dei colli di Pescara (Ciarelli), armati di mitra, fucili e pistole, tendono un agguato a due tribù avversarie (Di Rocco e Spinelli) che si erano riunite in casa di Ferdinando Di Rocco a festeggiare il battesimo di due bimbi. Sul terreno rimane Umberto Di Rocco, più 5 feriti di cui una grave, mentre i tre killer, Carmine Ciarelli, Vincenzo Ciarelli ed Achille Ciarelli si danno alla latitanza. Carmine, però, braccato e ferito si consegnerà il 25 febbraio ai Carabinieri di Pescara. Subito dopo l'arresto i familiari inscenano una manifestazione di protesta.[26]
- Il 25 febbraio 1972 in via del Mandrione viene ferito da alcuni colpi di pistola Raffaele Casamonica, originario di Mosciano Sant'Angelo, morirà dopo venti giorni d'agonia.[25]
- Il 28 aprile 1973 a Sulmona, un gruppo di zingari aggredisce a colpi di spranga un giostraio, Vittorio Gabrielli, che per difesa spara, ma colpisce un'innocente, che passava lì vicino, che muore sul colpo. Successivamente verranno fermati Nicola e Carmine Di Rocco, il motivo dell'assalto, si scoprirà, era legato al commercio di animali.[27]
- Il 24 gennaio 1975 viene sequestrato a Roma un bambino, che viene tenuto in un appartamento di Pomezia; le forze dell'ordine riescono a individuare e a liberare il bambino dopo poche ore, arrestando la sequestratrice Patrizia De Carta e i suoi complici: Giuseppe Spada, Angelo Casamonica (residente a Viterbo) e Rasena Opić (nata a Belgrado).[28]
- Il 10 ottobre 1976 viene ucciso a Milano, a seguito di una rissa, Giuseppe Di Silvio, originario della provincia di Chieti. L'omicidio matura in uno scontro tra il "clan dei calabresi" e il "clan degli zingari". A seguito di una precedente rissa, un gruppo di zingari si presenta davanti a un locale frequentato dai calabresi, la situazione presto degenera, Giuseppe tira fuori la pistola ma viene freddato da Rocco Papalìa, originario di Platì, che ferisce anche un passante.[29]
- Il 30 marzo 1980 viene ucciso ad Anzio Salvatore Di Silvio, originario di Latina, per questioni relative al piccolo spaccio di eroina.[30]
- Il 1º agosto 1981 al Tuscolano a seguito di una rissa rimane ferito Enrico Casamonica detto "Ringo" da un colpo di pistola partito da un agente fuori servizio. Il giovane morirà giorni dopo.[31][32]
- Il 25 gennaio 1982 a Napoli, presso piazza Porta Capuana, a seguito di una sparatoria rimangono feriti Armando Di Rocco (originario di Pescara) e Vittorio Casamonica (nato a Venafro). Il movente è da far risalire a un regolamento di conti.[24]
- Il 31 luglio 1985 Luciano Casamonica, Annunziata Spada, Carla Ercolani, Filippo Sprovieri e Vincenzo Romani sequestrano a Marino Ortensia Campiglia, rea di non aver saldato un debito precedentemente contratto. I cinque verranno poco dopo arrestati.[20]
- Il 23 gennaio 1988: a Rebibbia a seguito di un tentativo di fuga viene ferito a colpi di pistola Vittorio Bevilacqua.[23]
- Il 25 aprile 1990 a Roma, in zona Arco di Travertino a causa di una discussione per una dose di droga "fasulla" Luciano Casamonica uccide a pugni un diciassettenne del posto, Luigi Ticconi.[31]
- Il 29 agosto 1995: a Bastia Umbra viene rapita V.D.B., una ragazzina di 15 anni, a seguito delle indagini i carabinieri individueranno il rapitore in Pasquale Casamonica, riconosciuto dai parenti della vittima.[23]
- Il 10 luglio 1997 a Roma in borgata Finocchio  a seguito di un agguato, vengono feriti due ragazzi del clan, Manolo Casamonica e A. Casamonica, di 18 e 17 anni, mentre depositavano dei fiori nel luogo dove era morto in un incidente un loro amico 21enne, anche lui pregiudicato.[33]
- Il 10 gennaio 1999 a Frosinone, scoppia una violenta rissa tra esponenti della famiglia Casamonica ed esponenti della famiglia Spada, poi repressa dalle forze dell'ordine. Il movente è legato a motivi sentimentali.[34]
- Il 26 aprile 2000 al Tuscolano vengono sparati da ignoti alcuni colpi di pistola in direzione di Diego Casamonica che rimane illeso.[35]
- Il 18 ottobre 2002 un gruppo di fuoco uccide Paolo Frau, ex uomo della Banda della Magliana, che controllava lo spaccio su Ostia.[36]
- Il 29 novembre 2002 alla Romanina a seguito di un agguato nella sua casa, rimane ferito Consilio Casamonica e la sua convivente filippina.[37]
- L'8 dicembre 2002, all'alba, all'Ardeatino a seguito di un incidente tra un autobus e una Mercedes, Giuseppe e Consiglio Casamonica massacrano di botte l'autista e distruggono l'autobus. I due aggressori vengono arrestati poco dopo il pestaggio.[38]
- Il 10 luglio 2003, a Latina, viene ucciso da una bomba piazzata sulla sua auto Ferdinando Di Silvio, pregiudicato ed uscito da poco dal carcere. Il delitto è poi rimasto irrisolto.[39]
- Il 23 gennaio 2006, a Latina, a seguito di un banale litigio in discoteca, Antonio Di Silvio si presenta nel locale con una pistola, l'intervento di un carabiniere fuori servizio porta a una sparatoria dove Di Silvio rimane gravemente ferito.[23]
- Il 15 dicembre 2006 a Ostia un commando individua ed uccide Franco Calabresi e Fabio Carichino.[36]
- Il 20 settembre 2007 a Casal Palocco viene gambizzato il boss della fazione rivale al clan Spada, Vito Triassi
- il 4 giugno 2009, viene ucciso Emidio Salomone, ex membro della Banda della Magliana e braccio destro di Paolo Francesco. Assassinato da due killer in moto che gli sparano due colpi di pistola al volto, davanti a una sala giochi di via Cesare Maccari ad Acilia, nella periferia di Roma.[36]
- Il 25 gennaio 2010, a Latina, un sicario spara a Carmine Ciarelli, capo indiscusso dell’omonimo clan. La sera stessa si consuma la vendetta da parte del clan con l'omicidio di Massimiliano Moro, 45 anni, che apre la porta della sua abitazione di Largo Cesti e viene freddato da due colpi di pistola.[40]
- Il 26 gennaio 2010, a Latina, Fabio Buonamano, noto come «Bistecca», viene ucciso a colpi di pistola e poi trascinato per metri da un’automobile.[40]
- Il 25 marzo 2010 viene scoperto un sodalizio tra Pietro D'Ardes, Rocco Casamonica e affiliati alla 'ndrangheta delle famiglie Piromalli-Molè-Alvaro per il riciclaggio dei proventi illeciti e la costituzione di 15 società (poi sequestrate) per la partecipazione ad appalti pubblici.[41]
- Il 23 maggio 2011 a Ostia viene lanciata una granata allo stabilimento Paradise Beach.[36]
- Il 30 maggio 2011, a Porta Furba, Pasquale Casamonica e un vigile del fuoco vengono gambizzati da un gruppo di fuoco rimasto ignoto.[42]
- Il 23 agosto 2011 a Morena, viene ucciso Edoardo Sforna, probabilmente per errore perché scambiato per un uomo del clan, vero obiettivo dei killer. Un delitto maturato in una guerra per il controllo dello spaccio di sostanze stupefacenti nelle zone limitrofe alla pizzeria, dove da alcuni giorni Sforna lavorava come tuttofare. La "piazza" era infatti gestita da persone legate ai Casamonica, mentre un gruppo emergente voleva ottenere il dominio della zona e per questo sarebbe stato organizzato il blitz, culminato con la morte di Sforna.[43]
- Il 22 novembre 2011, a Ostia, vengono uccisi Francesco Antonini detto "Sorcanera" e Giovanni Galleoni detto "Baficchio", a commissionare il duplice omicidio è stato Carmine Spada.[36][44]
- Nel 2012 un commando di assalta la villa di Ferruccio Casamonica, in via Caldopiano, in borgata Centroni. Ne nasce una violenta sparatoria ma senza feriti.[45]
- Il 1º maggio 2012, a Pescara, viene ucciso Domenico Rigante, ultrà del Pescara Calcio. A compiere il delitto è stato Massimo Ciarelli. L'omicidio portò nei giorni successivi a numerose proteste e scontri da parte della popolazione e della tifoseria.[46]
- L'8 luglio 2013, alla Romanina, vengono sparati numerosi colpi di pistola alla villa di Angelina Casamonica.[47]
- Il 15 luglio 2013, a Ostia, a seguito di una sparatoria rimangono feriti Ottavio Spada e Marco Esposito detto "Barboncino".[36]
- Il 26 maggio 2014, a Primavalle, un killer spara a Gianluca Alleva, che rimane gravemente ferito. Per il fatto furono condannati Manolo Zioni, Graziano Silipo e Sergio Corradini (quest'ultimo imparentato con un Casamonica).[48]
- Il 20 agosto 2015, nella basilica di San Giovanni Bosco di Roma vengono celebrate le esequie di Vittorio Casamonica.[49] Il corteo funebre era costituito da una carrozza funebre con sei cavalli neri, nove furgoni con corone di fiori e almeno 250 auto, al seguito del carro (lo stesso utilizzato per il funerale di Totò).[50][51] All'esterno della chiesa vennero appesi vari manifesti di commemorazione. Uno con l'immagine del capo del clan, vestito di bianco e con un crocifisso al collo, su uno sfondo raffigurante il Colosseo e la basilica di San Pietro e riportante la scritta «Re di Roma». Un altro manifesto riportava la scritta «Hai conquistato Roma ora conquisterai il paradiso». Quando il feretro attraversò tra le strade del Tuscolano, da un elicottero vennero lanciati migliaia di petali rossi, mentre la banda musicale di Frascati[52], intonava le note del film Il padrino. Il corteo funebre accompagnò poi il feretro fino al cimitero del Verano.[53] Il clamore per l'evento spinse l'allora Ministro dell'Interno Angelino Alfano a chiedere una relazione in merito al prefetto Franco Gabrielli. La notizia raggiunse anche i media esteri mettendo sotto la lente di ingrandimento il clan Casamonica.[54]
- Il 1º settembre 2015 alla Romanina, tentato omicidio di Arturo Garofalo detto "Sandro", uomo legato al clan. Ferito gravemente, si riprenderà giorni dopo. A seguito delle indagini si scoprirà che i membri del commando erano Francesco Barravecchia, Simone Febbi e Carmelo Carrozza. Il movente nasce da un debito non saldato del Garofalo che decide, quindi, di rivolgersi a Marco Casamonica per protezione, ma la situazione degenera e allora Barravecchia e i complici optano per l'attentato.[55]
- L'11 aprile 2016 a Ostia incendio all'ingresso dell'appartamento di Bevilacqua Assunta, scoppia la Faida di Ostia.[36]
- Il 30 maggio 2016 a Ostia viene accoltellato Manuel Sannino, genero di Vito Triassi.[36]
- Il 10 agosto 2016 a Ciampino muore, nel tentativo di appiccare un incendio presso la villa di Raffaele Casamonica, Nicandro Casamonica. I motivi sono riconducibili a tensioni interne alla famiglia relative a questioni sentimentali.[56]
- Il 4 ottobre 2016 a Ostia agguato a Carmine Spada detto "Romoletto", che riesce a salvarsi.[36]
- L'8 ottobre 2016 a Ostia avviene un secondo agguato a danno di Carmine Spada, che anche qui riesce a salvarsi.[36]
- Il 23 febbraio 2017 avviene un atto intimidatorio verso gli attentatori di Vito Triassi, Roberto De Santis e Roberto Giordani con il recapito di una testa di maiale crivellata di proiettili.[36]
- Il 9 settembre 2017 a Frosinone nei palazzi Ater muore cadendo dal palazzo il tredicenne Manolo Spada, si indaga per omicidio colposo.[57]
- Il 25 novembre 2017 a Ostia vengono sparati numerosi colpi alla porta dell'abitazione di Silvano Spada.[36]
- Il 13 dicembre 2017 a Grottaferrata viene intavolata una trattativa volta a far cessare la faida in corso a Ostia tra il clan Spada e il gruppo capeggiato da Marco Esposito alias "Barboncino". Su quel tavolo a fare da garanti vi sono: Salvatore Casamonica, che rappresenta i cugini e alleati Spada e dall'altra parte Fabrizio Piscitelli alias "Diabolik" che fa da garante per il gruppo di Esposito. A quel pranzo risultava anche esserci l'avvocata Lucia Gargano, finita poi ai domiciliari e collaboratrice dello studio legale del difensore di fiducia di molti esponenti di spicco degli Spada, compreso il boss Carmine.[58]
- Il 20 maggio 2018 alla Romanina vengono aggredite le troupe della Rai, Mediaset, di LA7 e di 7 Gold. I reporter stavano riprendendo l'esecuzione di una misura di custodia cautelare nei confronti di un famigliare dei Casamonica, quando alcuni membri della famiglia li hanno aggrediti colpendo e danneggiando la loro strumentazione tecnica. Per questo fatto sono stati rinviati a giudizio Nando Casamonica, Guerrino Casamonica e Loreta Casamonica accusati di aver ostacolato il lavoro giornalistico di Giacomo Del Buono e Nello Trocchia, rispettivamente videoperatore e giornalista Rai (trasmissione Nemo), e di Micaela Farrocco, giornalista di La7.[59]
- Nel luglio del 2018, in seguito all'operazione Gramigna, emergono i rapporti con Domenico Strangio per la compravendita di cocaina.[60]
- Il 21 aprile 2020 alla Romanina un gruppo composto da membri del clan Spinelli fa irruzione, scagliandosi contro una lussuosa villa in via Domenico Baccarini abitata da altri Casamonica. La prima fase dell'attacco riesce: la pesante cancellata viene giù. Poi i protagonisti del raid fanno a pezzi ogni oggetto che si trova sul prato all'inglese: vasi e altre strutture. Dopodiché sequestrano una ragazza appartenente alla loro stessa famiglia, vero motivo del raid. Secondo la ricostruzione il movente sarebbe, quindi, riconducibile a motivi sentimentali.[61]

## Le attività

### Geografia del clan
(Reportage del 1956 sulla comunità rom di via del Mandrione)
I capisaldi tradizionali del clan mafioso sono le zone poste nella periferia sud-est della capitale: Ostia, Corviale, Laurentino 38, Spinaceto, Romanina, Casal Morena, Porta Furba, Quadraro, Tuscolano, Tor Bella Monaca, Ponte di Nona e più giù, verso sud, in altri comuni fino ad arrivare a Ciampino, Frascati, Grottaferrata, Marino, Albano, Lariano, Castelgandolfo, Vermicino e Monte Compatri. Inoltre sono presenti presso il litorale sud di Roma: Ardea, Torvaianica, Anzio e Nettuno. Altra area di attività è rappresentata dalla Tuscia in particolar modo a Viterbo e a Tarquinia.
Secondo la Direzione Investigativa Antimafia il clan è la struttura criminale più potente e radicata del Lazio, con un patrimonio stimato di 90 milioni di euro. Secondo un censimento di Vittorio Rizzi, capo della squadra mobile di Roma, il clan è composto da un migliaio di affiliati divisi in 43 famiglie.
Molte inchieste hanno sottolineato che non esiste un boss assoluto del clan ma tante ramificazioni della famiglia che si coordinano tra loro. Ogni ramificazione ha un reggente che, solitamente corrisponde alla persona più anziana. I Casamonica sono riusciti a impastare, incrociare, il tratto identitario rom abruzzese d'origine, che è un tratto che ha delle specifiche, con quello criminale. Questo impasto ha creato un unicum, dove non hai la piramide, ma hai una gestione orizzontale, con tanti "atolli" con un vertice. Questi "arcipelaghi" hanno dei tratti comuni, quindi se tu racconti un "arcipelago" è un po' come se li raccontassi tutti. L'arcipelago è la definizione elaborata dagli inquirenti per descrivere il coacervo di cognomi e rami genealogici, uniti tra loro da matrimoni combinati. Omonimie e diramazioni di sangue rendono complesso disegnare la struttura dell'organizzazione. Non tutte le "casate" sono invischiate nei traffici criminali. Tutte provengono da lontano. È chiaro che i capi di questi "arcipelaghi", i soggetti più rappresentativi, si parlano e a volte si passano pure le vittime, succede che alcune vittime vengono estorte, vengono usurate da un Casamonica e poi si presenta il cugino. Una vasta costellazione di famiglie criminali. Dall'Abruzzo alla Calabria, passando per il Lazio e il Molise, gli ormai ex rom formano una ragnatela di alleanze e legami parentali che sta aumentando di peso e influenza. Si tratta di famiglie tutte strettamente connesse sulla base di rapporti fra capostipiti che si sono sposati con appartenenti alle varie famiglie. Anche se in passato si sono, spesso, tesi agguati, soddisfatto vecchie vendette, più per atavica rivalità che per affari, a cui hanno posto fine con matrimoni combinati.

### Campi di interesse
(Franco Valente, su La Repubblica)
Prima di arrivare a Roma, la comunità rom proveniente dall'Abruzzo e dal Molise, commerciava soprattutto in cavalli. Li tenevano allo stato brado e li facevano pascolare tra gli uliveti, fino a quando non arrivava il padrone del terreno. Alcuni erano ladri di galline, si ingegnavano in furtarelli, truffe e usura di basso profilo.
Nella zona della Romanina erano dediti a piccoli commerci informali, tipici di un'economia di sussistenza appena uscita dalla guerra. I primi abitanti ricordano ancora i tentativi dei Casamonica, che all'epoca vivevano in situazioni provvisorie, di appropriarsi dei terreni, lasciando i cavalli al pascolo. Il metodo era semplice: se nessuno si fosse presentato a reclamare la proprietà, allora avrebbero iniziato a costruire quelle che oggi sono le ville, ormai note come simbolo del loro potere. Inoltre si occupavano di piccoli commerci illeciti di merce che veniva rubata ai tir di passaggio sul GRA. «C'è stato un periodo in cui bloccavano i tir sul raccordo che portavano qualsiasi cosa… Erano loro. Tanto è vero che ti capitava ti fermassero per strada "c'abbiamo i jeans" oppure un televisore, quello era il commercio che facevano".
L'indubbia abilità mercantile ha dato forza e prepotenza al clan che è presente in molti settori commerciali ed economici, come edilizia e immobiliare, gestione di ristorazioni e stabilimenti balneari, investimento di capitale in società. Le attività illegali in cui è coinvolto il clan sono l'usura, con interessi dal 200% al 300%, il traffico di stupefacenti nei Paesi comunitari di Germania, Spagna, Paesi Bassi e Italia, l'influenza su elezioni comunali nel Lazio e sul sistema politico a livello regionale, la gestione di eventi, festivi e no, nel litorale capitolino. Si hanno notizie di collaborazione del clan dei Casamonica con l'ex cassiere della banda della Magliana, Enrico Nicoletti, il quale avrebbe venduto al clan i debitori insolventi al fine di riscuotere i crediti. Una figura fondamentale, non solo per i suoi rapporti con la malavita, essendo strettamente legato a personaggi come Pasquale Galasso e Ciro Maresca, Pippo Calò, Totò Riina e Leoluca Bagarella, ma soprattutto per i suoi rapporti con gli uomini delle istituzioni e imprenditori, come Aldo Moro, Giulio Andreotti, Claudio Vitalone e Vittorio Sbardella. Inoltre sembra non essere ostacolato dalle banche che, anzi, negli anni 1980, gli concedono fidi consistenti e, come emerge nelle carte del giudice istruttore Lupacchini, lo accolgono persino nella filiale di Montecitorio della Cassa di Risparmio di Rieti. Il cassiere raccoglie dalle mafie denaro da riciclare in investimenti di alta finanza.
Pur agli arresti domiciliari, Antonio Casamonica continuava l'attività usuraia, per la quale viene arrestato e incarcerato nel 2016. Per quanto riguarda il traffico di droga il giornalista Nello Trocchia, che si è occupato di numerose inchieste sul clan, ha affermato: «A Roma gira una marea, un fiume di cocaina, e quasi la metà della cocaina consumata e commercializzata a Roma è sotto l'egida dei Casamonica. Significa che un consumatore su due ha avuto a che fare con i Casamonica», un dato pesante se raffrontato al giro d'affari che muove la coca nella capitale. Roberto Saviano spiega così il volume d'affari della coca a Roma: «A Roma la droga si vende, a Roma la droga serve per comprare attività commerciali, a Roma la droga serve per costruire case. Roma è diventata una "narcocittà"».
Antonio Casamonica, crudele, avventato è il figlio del capostipite del clan Vittorio Casamonica, i cui funerali suscitarono particolari polemiche e imbarazzo istituzionale per l'eccesso di sfarzo e pomposità, con uso di gigantografie, carri trainati da cavalli, musiche eseguite da una banda musicale, tratte dal film "Il padrino", Rolls-Royce e perfino di un elicottero che, pur non autorizzato al volo a causa del blocco aereo della città di Roma, lanciava petali di fiori sul corteo funebre. Tante persone partirono quel giorno da Isernia, da Caserta e Frosinone per il funerale.
Antonio si trova ai domiciliari per estorsione, il giudice gli accorda un permesso premio per partecipare ai funerali del padre. Finito il funerale, Antonio è tornato nuovamente in galera. Antonio Casamonica, nonostante fosse stato trasferito ai domiciliari, avrebbe continuato imperterrito a minacciare le sue vittime e pretendere gli interessi fuorilegge.
Vittorio Casamonica era nato a Venafro nel 1950, figlio di Guerino Casamonica, nato nel 1907 ed originario di Roseto degli Abruzzi, commerciante di cavalli, e Virginia Spada, nata nel 1907 a Venafro. Nel 1941 marito e moglie, erano partiti da Roseto degli Abruzzi, sulle sponde del Mar Adriatico, alla volta del Molise. Visse proprio a Venafro, coi suoi, in via Licinio (quartiere Ciaraffella), rione ad est della città dove vivevano e dove vivono diverse famiglie rom della città. Dopodiché, nel 1953, si trasferì con la famiglia a Roma, dove nel 1948 avevano comprato uno stabile a via del Mandrione. A 13 anni cominciò a trafficare con i motorini, a 17 anni aveva una Ferrari. Nel 1970 finì all'interno di un’indagine per assegni a vuoto: la chiuse con la pena sospesa e il pagamento di una multa. Fu il primo di una lunga serie, oltre una decina di fascicoli aperti per lo stesso reato. Con gli assegni lo "zio" ci "campava", a volte a vuoto, scoperti, altre volte ballerini, legati a conti aperti solo per imbastire qualche truffa. In un altro processo fu assolto ed era il 1987. L’accusa della Procura di Venezia era gravissima: associazione mafiosa finalizzata al sequestro di persona. Nel 2002 Vittorio Casamonica viene coinvolto in una inchiesta per droga, avrebbe fatto cedere a due persone diversi quantitativi di cocaina, ma ne esce pulito. Fondamentale fu l'incontro con Enrico Nicoletti, un’amicizia nata all’ombra di un autosalone e iniziata negli anni settanta. Casamonica così matura conoscenze nel mondo di sopra, quello che conta, costruendo rapporti con la politica, le forze dell’ordine, il Vaticano. Vittorio Casamonica era considerato dalla stessa Questura un personaggio di secondo piano, non coinvolto attualmente in indagini e per questo "non attenzionato" dalla polizia giudiziaria. Non è mai stato condannato per associazione mafiosa. «Sono uno zingaro, vendo macchine», disse alla DIA nel 2004 quando era sospettato di associazione mafiosa. «Macché mafia e mafia, non nego qualche errore del passato ma di mafia, usura e droga non voglio nemmeno sentir parlare».
Nell'ambito del maxiprocesso al clan (nato dall’operazione "Gramigna" nel 2018 e ufficialmente terminato nel gennaio del 2024), che vedeva imputati più di 30 esponenti dei Casamonica e in cui la pronuncia della Corte suprema di cassazione ha definitivamente sancito l'aggravante mafioso della famiglia, sono risultate fondamentali per la ricostruzione dei fatti e l’attribuzione delle responsabilità penali le rivelazioni dei primi collaboratori di giustizia provenienti dall’ambiente del clan stesso, Deborah Cerreoni (ex moglie di Massimiliano Casamonica) e Massimiliano Fazzari (che ha lavorato per i Casamonica). In merito, per esempio, alla figura di Vittorio Casamonica e al suo ruolo all'interno della famiglia, Fazzari racconta che: «quando Vittorio Casamonica era in vita, quello che diceva era. Se diceva A era A. Casa sua era importante come il santuario della Madonna di Polsi, aveva un po' il ruolo di Domenico Oppedisano (presunto capo reggente della 'ndrangheta, ndr). Nella zona della Tuscolana, soprattutto in prossimità del vicolo di Porta Furba, i Casamonica hanno un controllo equiparabile a quello che può avere una locale di 'ndrangheta in un paese calabrese».
Una ricostruzione analoga è venuta anche da Roberto Furuli, pentito calabrese, interrogato nel settembre del 2017 dai magistrati della Dda di Roma: «Quando ancora ero in Calabria, avevo sentito parlare dei Casamonica come di una famiglia di mafia, che aveva, nella capitale, lo stesso controllo del territorio che poteva avere una cosca di 'ndrangheta in un paese della provincia di Reggio Calabria. Mi risulta che abbiano rapporti anche con importanti famiglie di 'ndrangheta, fra cui i Piromalli di Gioia Tauro. Per quello che mi risulta i rapporti fra i Casamonica e i Piromalli riguardavano gli stupefacenti. I Casamonica a Roma sono una famiglia temuta e rispettata, non in ragione dei loro rapporti con la 'ndrangheta ma in ragione del fatto che si fanno rispettare. A Roma il nome Casamonica incute paura a tutti, così come il nome Bellocco incute paura a Rosarno».
In merito ai rapporti con la camorra e con Napoli, sempre Fazzari racconta che i Casamonica: «studiano i napoletani, vogliono essere come loro perché i napoletani sono sopra, hanno storia, ne hanno ammirazione, perché li frequentano e ne assorbono a volte lo stile. Ascoltano neomelodici, i cantanti partenopei a palla, a casa, in auto, come succede nei vicoli giù. Stanno sempre in mezzo alla strada fino a notte tarda».
Sempre secondo il pentito Fazzari, i Casamonica si recherebbero spesso vanno a Napoli per i traffici che gestiscono, copiando anche i tipici festeggiamenti del popolo napoletano: «Io stavo li, sapevo che avevano arrestato uno di loro, aveva commesso il reato, ma un altro si era accollato ogni colpa. A un certo punto, nel vicolo di Porta Furba, un frastuono di clacson, rumore, applausi. Io dissi "guarda questi". Loro hanno questo modo eclatante. Dalle mie parti avrebbero organizzato una tavolata con la gente giusta».
Secondo alcune indagini, i Casamonica sarebbero, inoltre, in attività col clan camorristico capeggiato da Michele Senese, il quale costituiva, per i Casamonica, una delle principali fonti di approvvigionamento di stupefacenti, insieme alla 'ndrangheta. Debora Cerreoni, collaboratrice di giustizia, ebbe a dichiarare ai giudici che sua cognata, Liliana Casamonica, affermò che Salvatore Casamonica (fratello di Liliana e Massimiliano) raccontava con orgoglio di aver acquistato partite di stupefacenti dagli uomini di Senese, perché riteneva che il Senese fosse un elemento dalla spessissima caratura criminale.
Storici i rapporti con il clan Mazzarella, che ha come zona di competenza anche il litorale laziale. Dario De Simone, boss dei Casalesi, oggi pentito, ricorda: «Noi con gli "zingari" non abbiamo mai avuto a che fare, ma loro su Roma sono una presenza decennale e fissa». Debora Cerreoni racconta l'amicizia di Bitalo, Giuseppe Casamonica, con Salvatore Esposito detto "Sasà". E Salvatore Esposito racconta un altro rapporto di livello della casata. Esposito, infatti, è figlio di Luigi, detto "Nacchella", braccio destro del defunto Gennaro Licciardi, detto "'a scimmia", uno dei re del narcotraffico, esponente di vertice dell'alleanza di Secondigliano, la più potente organizzazione criminale campana. E lo stesso Nacchella è stato fra i latitanti più pericolosi, prima di essere arrestato mentre rientrava da una crociera. Una conferma, ulteriore dei rapporti con la camorra, arriva da un collaboratore di giustizia, Armando De Rosa, ex camorrista: «Antonio Leonardi aveva investito dei soldi a Roma e riciclava soldi del clan e aprì delle piazze di spaccio. Si alleò con il gruppo Senese e con i Piromalli per la cocaina, che gli riforniscono la droga per il tramite dei Casamonica». Leonardi è un broker della droga, fedelissimo di Paolo Di Lauro, prima di girarsi e cambiare fazione, passando con gli scissionisti.
Un'altra mafia con la quale la casata è entrata in contatto, è quella albanese. Il pentito Fazzari riferisce di una vicenda dell'aprile del 2014 quando, gli uomini del clan per vendicare uno sgarro e la fuga d'amore della figlia di Giuseppe Casamonica, si presentarono con le armi a casa dell'uomo e ad aiutarli ci furono proprio gli albanesi. Come Besim Skarra, legato a Luciano e Simone Casamonica che, per loro conto effettuava recupero crediti di usura ed estorsioni e si occupava di spaccio. Fazzari racconta che «quando è successo della figlia di Beppe si è riempito il vicolo, cose, si chiamavano, facevano, addirittura anche gli albanesi avevano chiamato, Besim, questa cosa me la racconto anche Besim, prendi le armi per tutti gli albanesi che conosci».
L’operazione "Brasil Low Cost", condotta dalla Guardia di finanza nei confronti di un'organizzazione criminale dedita all'importazione di cocaina dal Sud America, rivela che l'albanese Dorian Petoku (condannato poi a 12 anni nell'ambito dell'operazione "Grande raccordo criminale" per traffico di sostanze stupefacenti), insieme al serbo Tomislav Pavlovic e a Salvatore Casamonica, volevano far arrivare a Roma, dal Brasile, sette tonnellate di cocaina pagati 10 milioni di euro cash. L'operazione poi saltò quando Casamonica venne arrestato dai carabinieri, nell'operazione "Gramigna".  Secondo gli inquirenti, Petoku aveva la disponibilità della sostanza stupefacente, mentre Pavlovic si sarebbe occupato del trasporto fino in Europa, ed infine Salvatore Casamonica doveva farlo arrivare a Roma, dove poi sarebbe stato venduto dal clan stesso. I tre vengono arrestati nel 2019 e a luglio del 2022, in primo grado, il Tribunale di Roma condanna Casamonica e Pavlovic a 18 anni, pena ridotta poi in appello a 14 anni.

### Le collusioni con la politica
Secondo la giornalista Floriana Bulfon (autrice del libro "Casamonica. La storia segreta. La violenta ascesa della famiglia criminale che ha invaso Roma"), alla fine degli anni Settanta, la costruzione della seconda università di Roma a Tor Vergata contribuisce a legare il sodalizio criminale tra la banda della Magliana e il clan Casamonica, attraverso l'opera di Enrico Nicoletti (detto "Il Cassiere della Magliana"). L'operazione Tor Vergata, secondo la ricostruzione del libro, venne messa a punto con la compiacenza della DC. Secondo il giudice istruttore Otello Lupacchini: «dietro Nicoletti e i Casamonica c'è tutto il generone romano che ha finito per fruire dei bassi o alti servizi di questi gentiluomini: inclusi finanziamenti illeciti ai politici e interventi nelle partite elettorali. Insomma, era l'intimidazione generale degli ambienti». Sulla base delle informazioni raccolte durante le indagini, ma che non sono mai approdate a una verità processuale completa, il legame con la Democrazia Cristiana nacque nella fase di ricostruzione dell'Irpinia dopo il terremoto del 1980. La circostanza sarebbe stata quella del rapimento da parte delle Brigate Rosse dell'assessore campano Ciro Cirillo, rilasciato il 24 luglio 1981 dopo il riscatto che sarebbe stato pagato con i soldi portati dalla cordata Nicoletti-Casamonica e la mediazione del boss camorrista Raffaele Cutolo dal carcere.
Alla vigilia delle elezioni comunali di Roma del 2013, viene pubblicata su alcuni giornali nazionali e regionali una foto che riprende il candidato e sindaco uscente Gianni Alemanno con Luciano Casamonica, cugino, pur incensurato, omonimo del boss del clan, che avrebbe comunque svolto un ruolo di "rappresentanza" e di "facilitazione" nei confronti della famiglia e del clan, che si era offerto di effettuare la "sorveglianza e sicurezza" dei vari centri di accoglienza per migranti, in realtà con metodi di "pax mafiosa".  Alla cena era presente anche il futuro ministro Giuliano Poletti.  Le foto furono scattate nel settembre 2010 durante una cena nel centro di accoglienza Baobab, cena organizzata da Salvatore Buzzi che, dietro la parvenza di un impegno nel reinserimento sociale di detenuti, migranti e altre persone svantaggiate, svolgeva in realtà attività con intenti criminali sotto la copertura dalla sua organizzazione, la "cooperativa 29 giugno", e che finirà fra i principali imputati dell'inchiesta della magistratura chiamata Mafia capitale, che si occupa del malaffare e dello sfruttamento dell'integrazione di ex detenuti e immigrati e di altri reati riguardanti la malagestione di appalti e servizi pubblici, per cui i principali imputati, lo stesso Buzzi e Massimo Carminati sono stati condannati nel 2017 a 19 e 20 anni di reclusione (sono stati accertati i loro legami criminali con il clan dei Casamonica), oltre a numerose altre condanne per altri esponenti partecipanti alla cena in questione. Alemanno smentì la frequentazione ma, pur archiviata l'accusa principale di associazione mafiosa, egli risulta ancora, al 2018, indagato per corruzione e finanziamento illecito.
Nel 2015 intervistato dalla trasmissione La Zanzara, Vittorino "Victor" Casamonica alla domanda del giornalista e conduttore David Parenzo, per chi avesse votato affermò: «Di solito voto a sinistra, per il PD ma non sono un uomo di sinistra, sono di centro. Però mi piace la sinistra. E Marino mi piace ancora adesso, ma non capisco queste polemiche ridicole e queste calunnie su mio nonno Vittorio. Lui non era un boss».
Sempre ai microfoni della Zanzara, un altro esponente della famiglia, Domenico Spada affermò: «Io ho votato per il Movimento Cinque Stelle, adesso però non li voto più». Spada spiega, nel corso della trasmissione condotta da Giuseppe Cruciani, di voler dare vita a un suo partito: «Adesso mi metto in proprio, voglio fare una mia lista. CasaPound? Ad Ostia loro hanno lavorato per il popolo, fanno un sacco di beneficenza, fanno i pacchi per le feste, fanno il bene».
Sempre Domenico Spada risultò protagonista di una vicenda che investì Emanuele Dessì, candidato nel proporzionale al Senato col M5s nel collegio della provincia di Latina. Infatti il candidato comparì in un video Facebook del pugile, in cui accennava a un balletto. In seguito alle polemiche Dessì affermò: «Facevo il pugile e insegnavo pugilato, e ovviamente frequentavo le palestre, anche quella in cui si allenava Domenico Spada. Lo stesso che, nello stesso periodo, veniva insignito del "Collare d'oro" proprio da un eminente rappresentante del PD come Graziano Delrio, con tanto di cerimonia e foto che immortalano assieme l'attuale ministro dei Trasporti e Domenico Spada».
Nel 2015, davanti alle telecamere de La gabbia, Guerino Casamonica detto "Pelè" affermò: «Noi abbiamo votato, la politica ha sempre chiesto voti, abbiamo votato Andreotti, Craxi, Berlusconi. Tutti».

## Gli arresti
25 gennaio 2018 
ad Ostia vengono arrestati 32 persone ritenute per i reati di associazione mafiosa 416 bis operazione eclisse contro la famiglia Spada 
- Il 26 agosto 1977 a San Lorenzo vengono arrestati Antonio Casamonica, Giuseppe Marizzom, Vincenzo Serpe, Cosirno Vallena, Edoardo Massaro, di Bari, Ottavio Amici e Francesco Ienna. Tutti sono accusati di "occupazione abusiva continuata ed aggravata di edificio pubblico" e di "furto continuato di energia elettrica ed acqua". L'edificio occupato è una ex sede di una birreria che era stata acquistata da un'università, era stato occupato dal collettivo di via dei Volsci che ne avevano fatto una centrale operativa per le loro operazioni squadristiche[18][115].
- Il 15 febbraio 1981 un'operazione dei carabinieri della compagnia Trastevere, porta all'arresto di cinque persone, tre uomini e due donne, contitolari del night "La campanella" in via Panico e complici nello smercio di droga. Gli arrestati sono: Guerrino Casamonica, Stefano Spinelli, Teresa Elisabetta Mallardi, Irene Spinelli e Giuseppe Spinelli. Inoltre vengono ritrovati e sequestrati al Casamonica 10 grammi di cocaina, mentre sotto il bancone vengono ritrovati 100 dosi di coca dal valore di 20 milioni di lire[116].
- Il 28 luglio 1989 viene sgominata a Marino, dalla squadra mobile, una banda dedita all'usura tra cui spicca il nome di Consiglio Casamonica e Gabriel Roberto Zanella Spada detto "Er principino".[20]
- Il 9 dicembre 1992, in due autorimesse della zona sud di Roma (in via Giulio Agricola e in via Tito Labieno), la polizia trova alcune auto di grosso valore appartenenti alla famiglia: Jaguar, Ferrari, Rolls Royce, valutate, all'epoca, in qualche miliardo di lire. Venne applicata, in quel caso, la normativa antimafia che era stata appena votata dal Parlamento[117].
- Il 20 aprile 1994 scatta una maxi operazione contro il traffico di armi (in particolare pistole Beretta e fucili d'assalto Kalashnikov) e droga che vede coinvolti esponenti della Banda della Magliana, un agente di Polizia e Dante Casamonica[20].
- Il 7 ottobre 1994 a Roma vengono arrestati Guerrino Casamonica e la moglie Gina Guarnieri, con l'accusa di usura, praticata verso un commerciante di Bracciano[116].
- Il 27 gennaio 1995 a Monterotondo vengono arrestati per usura Guerrino Casamonica e Luigi Andreassi[23].
- Il 27 aprile 1996, a seguito di indagini vengono denunciati dieci appartenenti del clan dei nomadi. Sfruttavano prestanome disperati per poter raggirare banche e privati, ottenendo guadagni per un miliardo e mezzo di lire[118].
- Il 4 gennaio 1997 viene arrestato per furto all'Appio-Latino Vittorio Casamonica, mentre si aggirava giorni dopo la rapina sul luogo del furto[119].
- Tra il 26 agosto e il 15 settembre 1998, un'operazione antidroga della polizia, porta all'arresto di 5 persone tra la Romanina e Casal Morena[120].
- Il 6 gennaio 1999 a Roma, a seguito di un'operazione della mobile, vengono sequestrati al clan certificati di deposito e gioielli. L'indagine aveva già portato al sequestro di nove auto di grossa cilindrata custodite in due garage del centro.[121]
- Nel 2003 Vittorio Casamonica viene imputato, dal tribunale di Teramo, per reati di usura ed estorsione. Secondo le accuse, nel 1997, Casamonica e un'altra donna di etnia rom, avrebbero ottenuto da due donne di Villa Rosa di Martinsicuro interessi del 360% annuo per un prestito di 12 milioni di lire da utilizzare come caparra per l'acquisto di un appartamento. I due avrebbero minacciato le donne di incendiare la loro casa e di uccidere il figlio di una di loro, per ottenere il possesso di un altro loro appartamento. La procura chiese la condanna a 4 anni, ma il tribunale derubricò l'imputazione di estorsione in esercizio arbitrario delle proprie ragioni mentre, per l'altra accusa di usura, arrivò l'assoluzione perché il fatto non sussiste.[122]
- Il 12 giugno 2003 viene arrestato Gabriel Roberto Spada Zanella (detto "Er principino") per usura, estorsione e tentato omicidio.[123]
- Nel 2004, nel corso di un'operazione coordinata dalla DIA e dalla Procura antimafia, sono stati arrestati diversi membri Casamonica e Di Silvio, con la scoperta dell'immissione del clan nel traffico internazionale di droga e nel riciclaggio di denaro ricavato dallo strozzinaggio. Il capitale ricavato dai traffici illeciti veniva investito nell'edilizia per costruire ville e in società romane, mentre la restante parte del denaro era custodita in alcune banche nel Principato di Monaco, per un totale di diversi milioni di euro.[124]
- Il 26 settembre 2006, a Roma, gli uomini della squadra mobile scoprono, al Tuscolano, all'interno di un appartamento un arsenale. Vengono ritrovate 24 pistole di cui 6 revolver e 18 semiautomatiche, 4 fucili di cui 3 a pompa, due fucili mitragliatori M70, due penne pistola e numerose munizioni. L'appartamento apparteneva a M. M., strettamente legato a membri del clan nomade, persone di estrema destra, ultrà delle due squadre capitoline e pregiudicati.[125]
- Nel gennaio del 2012, a seguito di una maxi operazione di polizia e carabinieri a Roma contro lo spaccio di sostanze stupefacenti, sono stati arrestati 39 esponenti del clan e sequestrati beni per milioni di euro.[71][126][127][128][129] In questa occasione, per la prima volta, è stata formalizzata l'imputazione di associazione per delinquere nei confronti di alcuni esponenti della banda.[70][126][127][128][129] Per operare in condizioni di maggior sicurezza, i Casamonica, ma anche gli Spada, i Di Silvio, i De Rosa, avevano installato all'interno delle abitazioni un sistema di video sorveglianza con monitor e dislocato nelle strade degli accoliti con il ruolo di vedetta per segnalare l'arrivo delle forze dell'ordine. Il restringimento delle carreggiate con fioriere e camion parcheggiati in doppia fila, faceva il resto.[130] Per attraversare il quartiere a bordo della propria auto va versato un obolo: o soldi o sigarette, altrimenti non si passa.[131]
- Nel 2013 viene confiscata una discoteca al Testaccio, ventitré ville e un parco auto di dodici veicoli.[132]
- L'11 maggio 2016 viene sgominata a Roma una organizzazione criminale tra elementi criminali di etnia rom abruzzese, il clan dei Casamonica, esponenti della camorra e delle 'ndrine di Polistena, Taurianova e del locale di Melicucco.[133]
- Nel maggio del 2018, a causa di un pestaggio avvenuto il 1º aprile precedente, ai danni di un'avventrice disabile e del proprietario di un bar nel quartiere Romanina (azione che aveva l'intento di ribadire il controllo territoriale del clan sulla zona, segnalata da un reportage del quotidiano la Repubblica[134]), vengono arrestati per lesioni, minacce e danneggiamento, con l'aggravante del metodo mafioso, Antonio Casamonica e Alfredo (detto "Killeretto"), Vincenzo ed Enrico Di Silvio. Gli atti di violenza e intimidazione riportano l'attenzione sull'infiltrazione del metodo mafioso nella capitale, già segnalata per altri simili episodi ad opera del clan Spada, contiguo a quello dei Casamonica.[135][136][137]
- Il 27 luglio 2018 scatta l'operazione "Gramigna" con 37 ordinanze di custodia cautelare, emesse dal Gip di Roma, che i militari eseguono su richiesta della Direzione Distrettuale Antimafia, nei confronti di soggetti appartenenti al clan ai quali viene contestato l'art. 416-bis del Codice penale, ovvero l'associazione di stampo mafioso. Le ordinanze eseguite dai Carabinieri riguardano Roma e le province di Reggio Calabria e Cosenza. Ruolo apicale di promotore è stato attribuito dagli investigatori a Giuseppe Casamonica.[138]
- Il 15 aprile 2019, con l'operazione "Gramigna bis", i Carabinieri del Comando Provinciale di Roma, eseguono 23 misure cautelari, di cui 18 per appartenenti alla famiglia Casamonica (Celeste, Consiglio, Cosimo, Christian, Giuseppe detto "Bitalo", Giuseppe detto "Monca", Lauretta, Liliana detta "Stefania", Massimiliano detto "Ciufalo", Pasquale detto "Rocky", Rocco, Rosaria, Salvatore e Luciano, quest'ultimo noto alle cronache romane per essersi fatto fotografare nel 2010 con Gianni Alemanno e Giuliano Poletti durante una cena al Baobab alla quale era presente anche Salvatore Buzzi) e le altre a membri delle famiglie Spada (Alizio, Ottavio detto "Ciccillo", Gabriel Roberto detto "Er principino"), Di Silvio e Spinelli (Gelsomina Di Silvio, Emanuele Proietto, e Vincenzo Spinelli). L'operazione vede l'impiego di circa 150 agenti tra Roma, provincia e varie regioni d'Italia, con l'ausilio di unità cinofile, un elicottero dell'Arma e del personale dell'8º Reggimento 'Lazio'. Durante le perquisizioni vengono rinvenuti e sequestrati del denaro contante, gioielli e 14 orologi di lusso per un valore stimato di oltre 150.000 euro. Durante le indagini, sono stati sequestrati anche quattro alloggi popolari: uno a Ostia in piazza Gasparri, feudo proprio del clan Spada, uno a Pietralata e altri due sparsi tra Roma e Ciampino.[139] Vengono sequestrati un ristorante al Pantheon, una discoteca a Testaccio, un centro benessere al Tuscolano e la palestra di Domenico Spada a Marino dove Vulcano preparava i suoi incontri di boxe.[140] I reati per i quali la procura procede sono, a vario titolo, di estorsione, usura, intestazione fittizia di beni, spaccio di stupefacenti; in buona parte commessi con l'aggravante del metodo mafioso. Dall'indagine emerge il modus operandi dell'organizzazione che si muoveva con le attività di spaccio di droga, estorsioni e usura. «È stato accertato il tipico modus agendi — hanno scritto i magistrati — posto in essere dai Casamonica, caratterizzato da larvate forme di violenza e minaccia, veicolate attraverso un compulsivo approccio verso le vittime, sottoposte a continue richieste prive di ogni giustificazione e che finiscono per metterle in uno stato di totale assoggettamento». Tra i destinatari delle misure cautelari anche donne che avrebbero preso il posto degli uomini finiti in manette, tra cui Asia Sara Casamonica (nuora del boss Giuseppe), che aveva rioccupato la casa di Porta Furba del capo clan, già confiscata e simbolo del loro potere e del controllo su quel territorio.[141]
- Il 25 luglio 2018 tre persone, tra cui Ferruccio Casamonica e il figlio di 19 anni Guido, vengono arrestati con l'accusa di tentato omicidio: nel novembre del 2017 accoltellarono nella loro zona a Capannelle un venditore ambulante dopo averlo rapinato. Nel corso dell'inchiesta è emerso come i membri del clan avessero assoggetto con il terrore dieci famiglie di affittuari di un immobile di loro proprietà, colpevoli di volere un regolare contratto d'affitto.[142]
- Il 20 novembre 2018 il Comune di Roma fa sgomberare otto famiglie del clan da altrettante ville abusivamente costruite, con l'intento di abbatterle nei giorni successivi; l'abbattimento inizia il giorno immediatamente successivo, il 21 novembre 2018.[143] Anche il 26 novembre, nel quartiere Romanina, viene fatta sgomberare una villetta e, in occasione della demolizione, il Ministro dell'interno Matteo Salvini sale sulla ruspa per effettuare la prima manovra, anche se la prima ad arrivare sul posto, con tanto di ruspa in azione sullo sfondo, è stata Virginia Raggi, che ha assistito in diretta ai primi momenti dell'abbattimento di quelle villette.[144]
- Il 30 gennaio 2019 scatta l'operazione "Brasile low cost" che vede la collaborazione della Guardia di Finanza, della polizia svizzera, della DEA e della DDA di Roma. Vengono arrestate 5 persone ritenute a capo del sodalizio criminale. Salvatore Casamonica (43 anni), attualmente in carcere; Silvano Mandolesi (classe 1968), attualmente agli arresti domiciliari; Tomislav Pavlovic, montenegrino di 40 anni; Dorian Petoku, albanese di 31 anni (finito anche in altre indagini che lo vedono legato alla 'ndrangheta e alla SCU), e Marcello Schiaffini, 52 anni, destinatario della misura degli arresti domiciliari. Nello specifico, Salvatore Casamonica, membro apicale clan, è ritenuto referente, per l'organizzazione criminale, delle importazioni di stupefacente del Sud America. Secondo quanto accertato dagli investigatori il 42enne «manteneva contatti diretti con i narcos colombiani, occupandosi del finanziamento dell'organizzazione e degli aspetti organizzativi connessi all'importazione della cocaina, poi destinata ai referenti di numerose piazze di spaccio di Roma e Napoli».[145][146]
- Il 9 maggio 2019, un maxi blitz dei carabinieri, porta a galla un'articolata rete di spaccio che vede coinvolti alcuni membri del clan. L'Anagnina è zona di Domenico Casamonica. Insieme a lui c'era chi vendeva la merce al dettaglio, chi gestiva i pusher in strada, chi pagava 60 euro a trasporto ogni corriere della droga. A nascondere la droga pronta a essere rivenduta in strada era una coppia che, per il "disturbo", percepiva dai Casamonica 500 euro al mese. Un sistema simile che il clan aveva ormai 'esportato' anche nella zona di Roma sud. Dodici le persone che gestivano e seguivano gli affari nell'area tra Garbatella e Tor Marancia, la supervisione della famiglia Rom. Al Quadraro, Appio Latino e Tuscolana, invece, a tirare le fila è Salvatore Casamonica detto "Andrea".[147] Nell'operazione vengono arrestate ventidue persone, ritenute appartenenti al clan, tra Roma, Trapani, Foggia, Voghera, Paola, Nuoro e Tornimparte.[148]
- L'8 marzo 2020 viene condannato, dal tribunale di Tivoli, per truffa Amabile Casamonica. I fatti risalgono al 16 settembre 2014, quando a Tivoli viene allestito un banchetto di nozze da 500 invitati costato 187 000 euro che, non solo non verrà pagato, ma risulterà anche il furto di pezzi d'argenteria. A seguito di questi fatti i gestori dell'impresa di catering decidono di sporgere denuncia alle autorità.[149]
- Il 16 giugno 2020 scatta l'operazione "Noi proteggiamo Roma", nella quale personale del Servizio centrale Operativo, della Squadra Mobile di Roma e del commissariato Romanina hanno dato esecuzione all'ordinanza applicativa di misure cautelari personali e reali emessa dal gip del Tribunale di Roma, su richiesta della locale Direzione distrettuale antimafia, nei confronti di venti persone. Quindici le persone finite in carcere, cinque agli arresti domiciliari. I soggetti indagati sono ritenuti responsabili, a vario titolo, di aver «preso parte all'associazione mafiosa denominata clan Casamonica, in particolare all'articolazione territoriale operante nella zona Romanina-Anagnina-Morena della città di Roma, al fine di commettere: delitti contro il patrimonio (nella specie, usura ed estorsioni), contro la vita e l'incolumità individuale e in materia di armi, affermare il controllo egemonico sul territorio, realizzato anche attraverso accordi con organizzazioni criminose omologhe, conseguire vantaggi patrimoniali dalle attività economiche che si svolgono nel territorio attraverso o la partecipazione alle stesse, ovvero con la riscossione di somme di denaro a titolo di compendio estorsivo, acquisire direttamente o indirettamente la gestione e/o il controllo di attività economiche in diversi settori, nonché dei reati fine di estorsione, usura, esercizio abusivo dell'attività finanziaria e intestazione fittizia di beni, tutti aggravati ex articolo 416 bis.1 del Code penale», si legge nella nota della Questura di Roma.[150] Nel corso delle indagini gli agenti hanno ritrovato, nascosto sotto terra, un involucro avvolto da nastro isolante che custodiva assegni bancari e fogli con scritti i nomi delle vittime di usura con l’indicazione dell’importo della rata mensile e degli interessi da restituire. I poliziotti nella stessa operazione hanno sequestrato beni, ai fini di confisca, per oltre 20 milioni di euro. Congelato anche il patrimonio del clan che riguarda beni immobili, beni societari e oltre 140 conti correnti per un totale di oltre 20 milioni di euro. In particolare 7 immobili, tra cui due ville, quote di sei società, 1 ditta individuale, una stazione di servizio carburanti, un bar tabacchi, quote di un complesso immobiliare.[151] Il nome dell'operazione è da ricondurre a un'intercettazione di Guido Casamonica: «Ma questa è tutta una cosa che stanno a fa… le denunce… pe' fa entrà gli altri clan! Non hai capito? Perché noi proteggemo Roma! Devono fa entrà i napoletani e i calabresi che mangiano!». E più avanti le frasi stizzite di Guido Casamonica diventano ancora più eloquenti: «Devono far entrare… organizzazioni forti a Roma, ecco perché ce devono distrugge a noi! La camorra e la ‘ndrangheta…».[152]

## Esponenti
•   Carmine Spada alias Romoletto                  Capo Clan condannato all’ergastolo in via definitiva  
- Guerino Casamonica[153] sconta una condanna di 11 anni per sequestro di persona dopo una latitanza di alcuni mesi. Deceduto in ospedale a Roma all'età di 59 anni. Il questore di Roma ha disposto che le esequie si svolgano in forma strettamente privata.[154]

- Enrico Casamonica[155][156] (Roma, 26/5/1977) accusato di spaccio di droga, estorsione, appropriazione indebita e usura, arrestato per estorsione e usura il 20 marzo 2015.
- Giuseppe Casamonica[157][158] (circa 40 anni), ospite di un centro di recupero sconta una condanna per traffico di cocaina, spaccio, detenzione di sostanze stupefacenti e associazione per delinquere.
- Pasquale Casamonica[157] (detto "Rocky") cura l'usura per conto del fratello di Giuseppe.
- Ferruccio Casamonica[159][160] (Avezzano, 4/12/1950), indagato con Guerino per estorsione e rapina aggravate dall'utilizzo del metodo mafioso e sequestro di persona.
- Guerino Casamonica[159] (Monterubbiano, 19/10/1945), indagato con Ferruccio per estorsione e rapina aggravate dall'utilizzo del metodo mafioso.
- Rosaria Casamonica[158] (circa 40 anni), spaccio, detenzione di sostanze stupefacenti e associazione per delinquere.
- Maria Grazia De Rosa[158] (circa 40 anni), spaccio, detenzione di sostanze stupefacenti e associazione per delinquere.
- Rosina De Rosa[158] (circa 40 anni), spaccio, detenzione di sostanze stupefacenti e associazione per delinquere.
- Consilio Casamonica[156] (Roma,1/4/1957), detto "Tony Il meraviglioso", arrestato per estorsione e usura il 20 marzo 2015.
- Antonio Casamonica[156] (Roma, 10/11/1974), arrestato per estorsione e usura il 20 marzo 2015.
- Pietro Cristin[156] (Roma, 23/7/1952), arrestato per estorsione e usura il 20 marzo 2015.
- Giuseppe Grancagnolo[156] (Catania, 27/9/1982), arrestato per estorsione e usura il 20 marzo 2015.
- Antonio Garofoli[156] (Roma, 10/6/1947), arrestato per estorsione e usura il 20 marzo 2012.
- Gabriel Roberto Zanella Spada[156], nato in Ostia il 20 settembre 1976, arrestato per estorsione usura sequestro di persona tentato omicidio il 20 marzo 2012[senza fonte].
- Luana Caracciolo[160], accusata di rapina e sequestro di persona.
- Diego Casamonica[156][160] (Frascati, 11/10/1979), accusato di rapina e sequestro di persona, arrestato per estorsione e usura il 20 marzo 2015.
- Abramo Di Guglielmi, detto "Marcello Casamonica"[161], ripetutamente sottoposto a procedimenti penali per reati contro il patrimonio e stupefacenti.
- Franco Casamonica: latitante in Francia dal 2019

## Media
- Casamonica – La resa dei conti, documentario di VIDEA Next Station e distribuito da Discovery+ andato in onda il 20 settembre 2021.[162]